# ハマザーニー

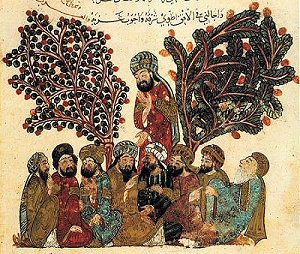
物語集『マカーマート』

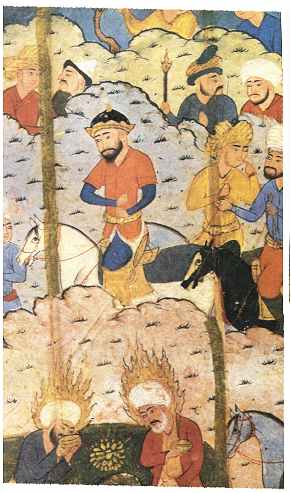
『マカーマート』

バディー・アッザマーン・ハマザーニー ( アラビア語: بديع الزمان الهمذاني, ラテン文字転写: Badi' al-Zamān al-Hamadhāni、969年 - 1007年 ) は、ムスリムの詩人、著作家。中世イスラーム世界で生まれた文学ジャンルのマカーマの創始者として知られる。

## 生涯
ブワイフ朝時代のハマダーンに生まれる。クーファ学派に属する文法学者のイブン・ファーリスなどに師事し、早くから詩作や語りに才能をみせる。記憶力に優れ、ペルシア語の詩を容易にアラビア語に訳したり、書簡文を終わりから逆に書いたり、散文と韻文の相互変換などを自在にこなした。即興の語りも得意とし、ジャーヒリーヤ時代から伝わる説教に修辞を施したり、物語性のある説教も創作できた。ニーシャープールでは、大物の文人だったフワーリズミー（天文学や数学で著名な人物とは別）と公開論争をして負かしている。
やがて、アレクサンドリア出身の人物を主人公とし、その悪事を語り手が伝えるという形式の物語集『マカーマート』を生み出した。彼の文芸は評判を呼び、「バディー・ウッ・ザマーン」（時代の驚異）と呼ばれるようになる。マカーマ文学はアラビア語文学に大きな影響を与えたが、ハマザーニーが旅行好きだったこともあり多くの原稿が失われ、現在では50数話が残るのみとなっている。大きな公職にはつかず、ガズナなど各地を放浪したのち、最後はヘラートで死去した(卒倒して仮死状態のまま埋葬されたという)。